# Hypsicera nhema
Hypsicera nhema är en stekelart som beskrevs av Ian D. Gauld och Sithole 2002. Hypsicera nhema ingår i släktet Hypsicera och familjen brokparasitsteklar. Inga underarter finns listade i Catalogue of Life.